# La patrona (1847)
La patrona (en ruso: Хозя́йка) es una novela de Fiódor Dostoyevski publicada en 1847.

## Descripción
Fue la cuarta novela del escritor ruso, tras Pobres gentes, El doble y El señor Projarchin, y está considerada, dentro de su producción, como «enigmática». La obra, que en realidad se trata de una novella o novela corta, fue publicada en la revista Otechestvennye Zapiski ("Anales de la Patria") en 1847 y se ambienta en la ciudad de San Petersburgo. De ella Dmitri Mirski apuntó que remitiría en algunas de sus características a autores como Nikolái Gógol, Honoré de Balzac y E. T. A. Hoffmann —de este último en especial a su novela Erscheinungen— y fue tachada por Belinski de «artificial» y «falsa». Para el eslavista Victor Terras habría supuesto el «único fracaso absoluto» del escritor.